# Folia Botanica Miscellanea
Folia Botanica Miscellanea (abreviado Folia Bot. Misc.	) fue una revista científica con ilustraciones y descripciones botánicas que fue publicada por la Universidad de Barcelona desde 1979 hasta 1996.